# Sarphatipark 19-21
De panden Sarphatipark 19-21 bestaan uit een tweetal herenhuizen aan het Sarphatipark (zowel park als straat) in De Pijp te Amsterdam-Zuid. 
De woonhuizen vertonen grote gelijkenis met de buurpanden Sarphatipark 9-17. De twee woonhuizen zijn opgetrokken in de eclectische bouwstijl. De gebouwen zijn ten opzichte van elkaar bijna gespiegeld uitgevoerd. De dakkapellen (een van dakkapellen is in 1984 verbouwd) en balkons (nr 19 bolvormig metaal; nr. 21 steenachtig) wijken daarbij af.

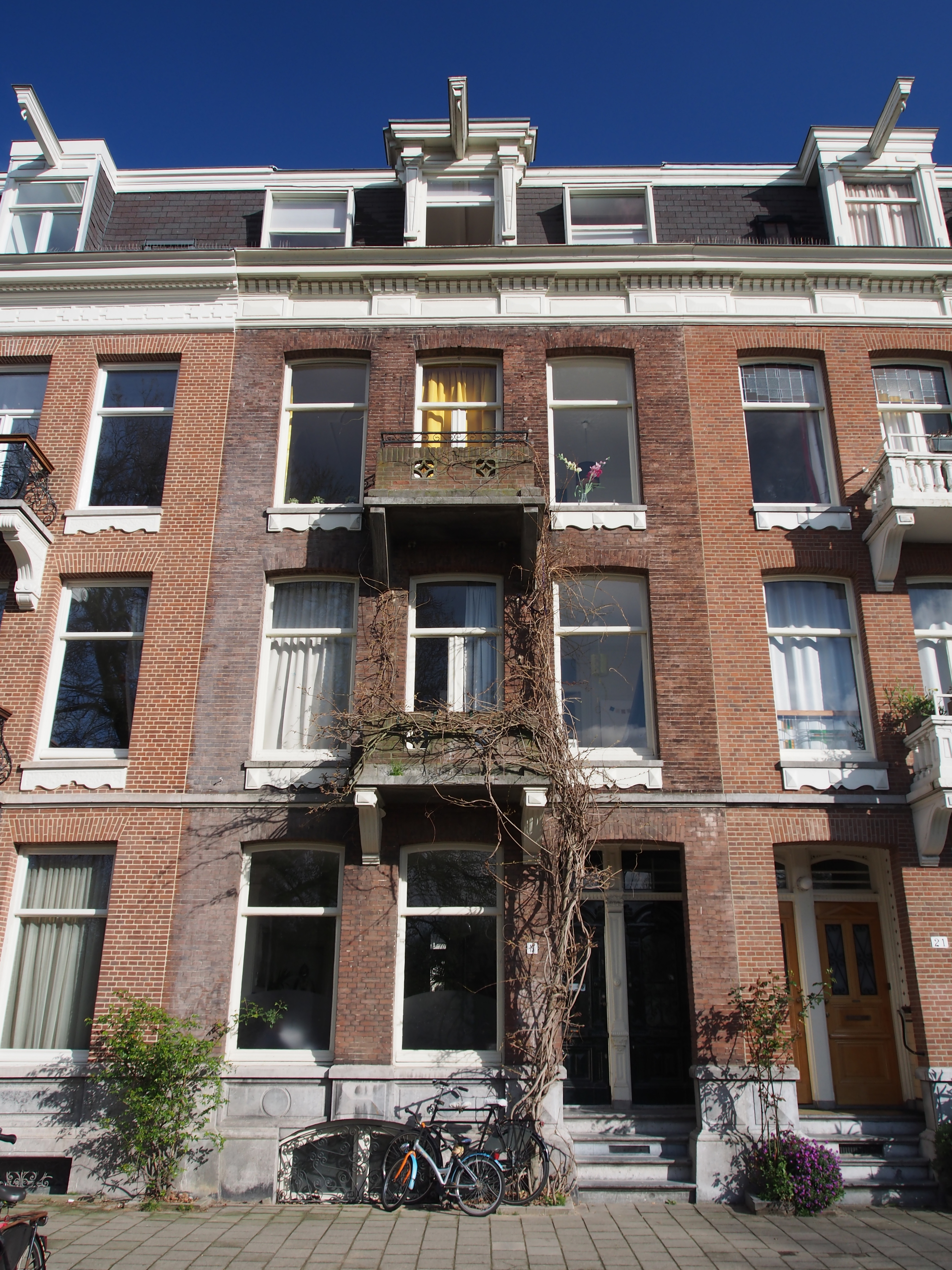
Sarphatipark 19

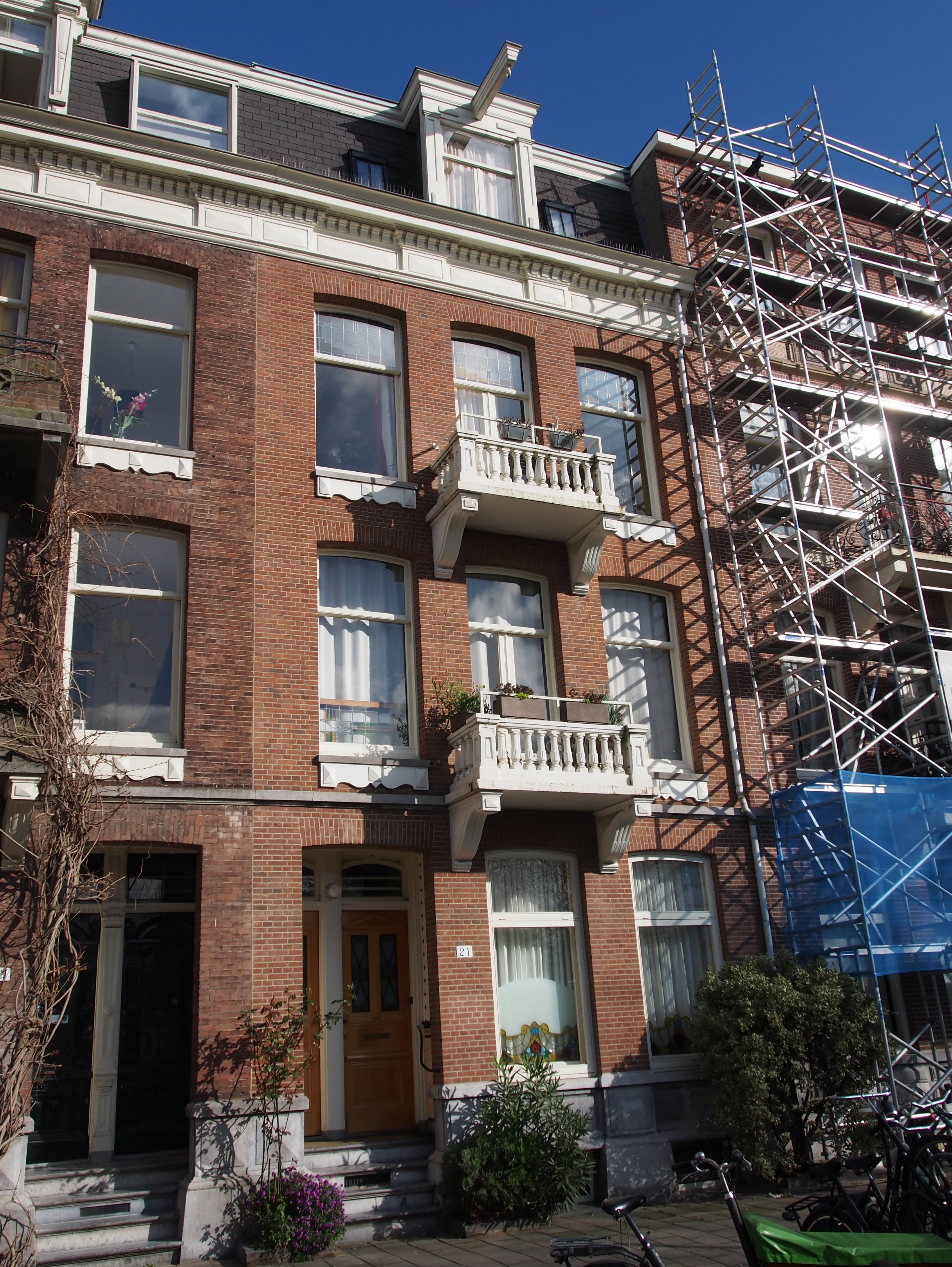
Sarphatipark 21